# Хомутовский, Василий Иосифович
Васи́лий Ио́сифович Хомуто́вский (бел. Васіль Іосіфавіч Хамутоўскі; 30 августа 1978, Минск, Белорусская ССР, СССР) — белорусский футболист, вратарь. Тренер вратарей.

## Карьера
Воспитанник детско-юношеской школы СДЮШОР-5 (Минск). Начал карьеру вратаря в 1994 году, дебютировав в команде «Смена» из Минска, представляющей третий дивизион чемпионата Белоруссии. С 1995 года начал регулярно менять клубы: «Атака» (1996—1997), БАТЭ (1998—1999), «Торпедо-МАЗ» (2000), затем перешёл в немецкую команду «Вальдхоф» из второй Бундеслиги. Этот сезон провёл в качестве второго вратаря команды, всего два раза появившись в составе. В 2001 году перешёл в команду российского чемпионата — «Динамо» Москва, однако вскоре оказался в «Волгаре-Газпром». Там провёл половину сезона, оформив переход в «Металлист», представляющий чемпионат Украины (2002—2003).
Летом 2003 года Хомутовский в качестве свободного агента перешёл в клуб «Стяуа», подписав контракт до января 2007 года. Выступал три сезона и дважды выиграл титул чемпиона Румынии. В начале 2006 года вернулся в российский чемпионат, подписав двухлетний контракт с командой «Томь».
В январе 2008 года перешёл в «Карл Цейсс», команду, которая находилась на грани вылета из второй немецкой Бундеслиги. При этом его контракт продлевался на год в случае, если команда остается во второй Бундеслиге. Вратарь помог команде дойти до стадии полуфинала кубка Германии, где она была остановлена «Боруссией» Дортмунд.
После того, как «Карл Цейсс» вылетел в третью лигу, Хомутовский подписал двухлетний контракт с «Аугсбургом». В 2010 году выступал за украинскую «Таврию», с 2011 года — футболист «Амкара». 1 декабря 2011 года расторг контракт так как стороны не смогли договориться о новом соглашении. 25 марта 2012 года в статусе свободного агента подписал контракт с румынским «Петролулом». В сезонах 2013 и 2014 играл за «Торпедо-БелАЗ».
В 2015 году подписал контракт с минским «Динамо». Сыграл за минчан два матча в чемпионате Белоруссии (пропустил 3 мяча) и один матч в Кубке (пропустил 1 мяч). В том же сезоне занял должность играющего тренера вратарей в «Динамо». 15 июля 2016 тренерский штаб Вука Рашовича, включая Василия Хомутовского, был отправлен в отставку. Играющий тренер покинул клуб.

## Тренерская карьера
В августе 2016 занял должность тренера вратарей в клубе «Крумкачи». В октябре того же года, после того как главный тренер Олег Дулуб перешёл на работу в львовские «Карпаты», остался руководить командой вместе с Яковом Залевским. В январе 2017 года объявил о том, что покидает «Крумкачи», однако в марте вернулся в тренерский штаб команды.
В сентябре 2017 года вошёл в тренерский штаб Олега Дулуба в одесском «Черноморце». В декабре того же года вслед за Дулубом покинул украинский клуб. В январе 2018 года стал тренером вратарей в борисовском БАТЭ. В июне покинул клуб.
С августа 2018 года по сентябрь 2020 года — тренер вратарей брестского «Динамо». 12 сентября 2020 года Хомутовский в числе 93 белорусских футболистов высшей и первой лиг, зарубежных чемпионатов, национальной и молодежной сборных выступил с осуждением насилия в стране. 13 августа 2020 года он обратился к представителям силовых структур Беларуси с критикой насилия в отношении мирных граждан, выступающих на акциях протеста против фальсификации результатов президентских выборов. Вскоре после этого ему было предложено покинуть должность тренера «по обоюдному соглашению сторон».
В июне 2021 года вошёл в тренерский штаб Вука Рашовича в саудовском клубе «Аль-Фейха». В январе 2022 года был представлен в качестве тренера вратарей клуба «Львов».
1 апреля 2022 года Хомутовский стал тренером вратарей в академии румынского клуба «Стяуа».

## Достижения
- Чемпион Белоруссии: 1999
- Серебряный призёр чемпионата Белоруссии: 1998
- Чемпион Румынии (2): 2004/05, 2005/06
- Серебряный призёр чемпионата Румынии: 2003/04
- Бронзовый призёр чемпионата Румынии: 2012/13
- Обладатель Кубка Румынии: 2012/13

## Политическое преследование в Беларуси
В сентябре 2022 вернувшись в Беларусь, для проведения операции на колене, был задержан органами безопасности РБ из-за участия в акциях протеста. Экс-футболисту инкриминировали «Активное участие в групповых действиях, грубо нарушающих общественный порядок». По итогу суд вынес приговор в виде 2 лет  домашней «химии».